# Dragon Spacecraft Qualification Unit
Le Dragon Spacecraft Qualification Unit (Dragon C100) est un prototype non fonctionnel du cargo spatial Dragon fabriqué par SpaceX, société de transport spatial basée à Hawthorne, en Californie. Après son utilisation pendant les essais au sol pour évaluer la forme et la masse de la capsule Dragon, il est lancé, par SpaceX, en orbite terrestre basse lors du vol inaugural du lanceur Falcon 9, le 4 juin 2010. SpaceX profite du lancement pour évaluer les conditions aérodynamiques sur la capsule et le rendement de sa fusée lors d'un scénario de lancement réel, avant les vols de qualification exigés par la NASA en vertu du programme Commercial Orbital Transportation Services.

## Lancement

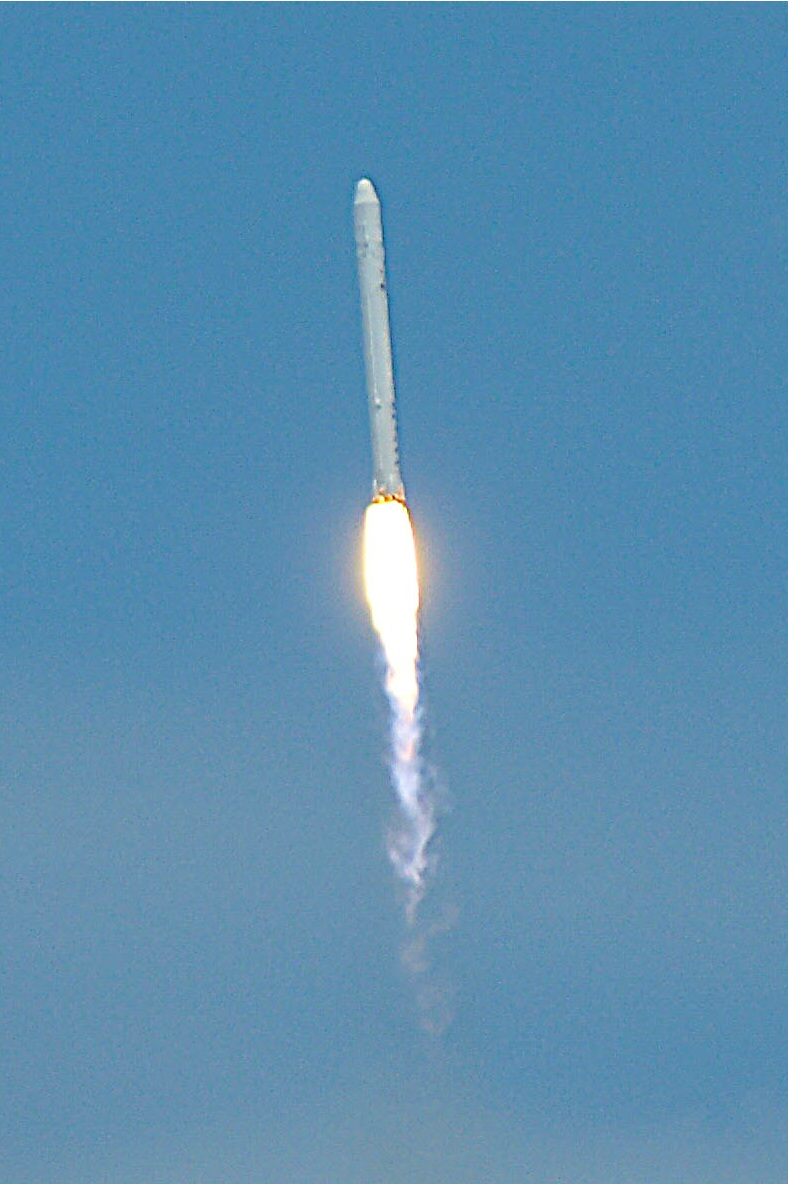
Le lanceur Falcon 9 lors de son vol inaugural, le 4 juin 2010.

SpaceX annonce en septembre 2009 que l'unité de qualification Dragon est la charge utile pour le premier lanceur Falcon 9. Le lancement doit avoir lieu en novembre 2009. Toutefois, la date de lancement est retardée à plusieurs reprises pour diverses raisons, dont des tests supplémentaires, les approbations, et la recherche d'une date de lancement. Le lanceur et sa charge utile sont lancés le 4 juin 2010.

## Orbite
Après le lancement, l'unité de qualification Dragon est mise en orbite terrestre basse, et elle rentre dans l'atmosphère vers 00 h 50 TU le 27 juin 2010. L'unité de qualification reste attachée au deuxième étage du lanceur. Les unités de production feront des manœuvres orbitales.
SpaceX a perdu le contact avec l'unité de qualification Dragon et le deuxième étage peu de temps après que l'orbite soit atteinte, car les batteries embarquées sont conçues pour durer seulement le temps du lancement. Bien que l'emplacement exact est incertain, il est censé s'être désintégré au-dessus la Syrie et de l'Irak.